# ルイジアナ中立地

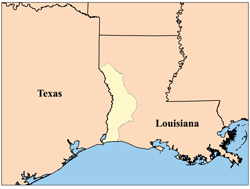
サビーン自由州

ルイジアナ中立地 (Neutral Ground of Louisiana) とは、スペイン領テハス（現在のアメリカ合衆国テキサス州）と、アメリカ合衆国がルイジアナ購入により獲得した領土の境界線紛争地域の名称。スペインとアメリカ合衆国の地元当局者同士が話し合い、暫定的にどちらの国の司法権も及ばない中立地帯として放置することとされた。現在はルイジアナ州西部に位置するこの地域は1806年から1821年まで、この状態が続いた。サビーン自由州、ルイジアナ中立地帯、ルイジアナ中立領域、ルイジアナ無人地域などとも呼ばれる。

## 背景
スペインは長年にわたり、フランス領ルイジアナからスペイン領であるテハスへの移民流入に悩まされていた。1734年頃、フランスはナカタシュ (Natchitoches) にあった前哨基地を、レッド川の東岸から西岸へと移動した。スペイン領総督のマヌエル・サンドバルは、このスペインが境界としていたレッド川の越境行為を見過ごしたことで免職された。1740年、プルデンシオ・デ・オロビオ・イ・バステラ総督は、ナカタシュ地域へのフランス人による侵入の調査を命じられた。さらに別の調査が、1744年と1751年にも行われた。
1753年、テハス州総督のハチント・デ・バリオス・イ・フアレウイは、フランス人が自ら境界であると主張してきたレッド川支流の小河川であるアロヨ・オンド (Arroyo Hondo) 川を越境してその西岸地域を不法に占拠していると断定した。だが、1764年にフランスがスペインにルイジアナ植民地を割譲し、全部がスペイン領となったため、この境界紛争は一時的には意味のないものとなった。割譲されたのは、ミシシッピ川西側の広大な領域であったが、東岸のニューオーリンズとその隣接地域も一緒に割譲された。この割譲は先の境界紛争を解決するものではなかったが、当時の状況下では重要視されなかった。スペインはキューバのハバナからこの地域を管轄し、スペインに忠誠を誓い、かつカトリック教会で公に礼拝をおこなうことを約束することを条件に、多くの国籍の者たちに実際の統治を委嘱した。アメリカ人の多くがこの統治に参加し、この実績により後年にリオ・オンド払下げ (Rio Hondo claims) と呼ばれる土地払下げの権利を得た。
1800年10月1日、第三次サンイルデフォンソ条約（秘密条約であった）によってルイジアナは正式にフランスに取り戻されることになったが、その統治はスペインが継続して行うとされた。条約の条項は、フランスの手に戻ってからの領地の境界を明確にはしていなかった。条約の噂は、アメリカ合衆国からメキシコ湾へのアクセスを確保するためにミシシッピ川河口の土地を購入したいと考えていたトーマス・ジェファーソン大統領の耳に届いた。一方でジェファーソンは、ナポレオンがフランス帝国のヨーロッパにおける戦費捻出のためにルイジアナ領土全体を売っても構わない、との意志を持っていることを知った。1803年11月30日、フランスは最終的にスペインからルイジアナの支配権を手にすると、翌月の1803年12月20日にはニューオーリンズを、また、翌年の1804年3月10日には残りの領土をアメリカに売りさばいた。このルイジアナ購入により、アメリカ合衆国はその面積が2倍になり、西部太平洋岸とメキシコ湾岸の両方に面するようになった。

## スペインとアメリカ合衆国の境界紛争
領域の正確な境界はまだ決定していなかった。フランスから領地を購入したアメリカ合衆国は、フランスがスペインに割譲する以前に主張していたのと同じ境界を主張した。実際、この時米国は、1684年にラ・サールがテキサスに作った臨時の入植地に関する記録を持ち出して、西の境界はリオグランデ川であるとまで強弁することもあったが、真の狙いは、現在はルイジアナ州とテキサス州の境界となっているサビーン川 (Sabine River) とすることであった。もちろんスペイン側の要求は以前と変わらず、もっと東にあるアロヨ・オンド川を境界とすることだった。
境界紛争を解決する交渉は、1805年にスペインが米国との外交関係を断ち切ったことで決裂した。1805年10月から1806年10月まで、サビーン川周辺では言葉と軍事の両方の絶え間ない小競り合いが続いた。両国ともに当該地域付近に軍勢を集めているという噂が駆け巡った。

## 中立地帯の創設
しかし、どちらの国も、係争地域で戦争をすることを望まなかった。さらなる武力衝突を避けるために、合衆国将軍のジェームズ・ウィルキンソン (w:James Wilkinson) と、スペイン軍のシモン・デ・エレラ中佐の、係争地域の二人の軍司令官は、1806年11月5日、両国政府によって境界が正式に設定されるまで、ここを中立地帯とする協定に署名した。この協定は両国から手厚く尊重されたが正式な条約ではないので、どちらの政府にも批准されなかった。この協定においても、中立地帯の境界は完全には明示されなかった。
アロヨ・オンド川とサビーン川は、それぞれ東境界線と西境界線とされた。南の境界は間違いなくメキシコ湾で、北の境界は概ね北緯32度線であったと思われる。そのためこの地域は、現在のルイジアナ州のデソト郡・サビーン郡・ナカタシュ郡・ヴァーノン郡・ラピッズ郡・ボールガード郡・アレン郡・カルカシュー郡・ジェファーソンデーヴィス郡・キャメロン郡を包括していた。
協定でカバーされた地域は、両国の兵士とも立ち入り禁止であると宣言された。また協定は、中立地帯への入植も許可しないことを規定した。それにもかかわらず、ニュースペインとアメリカ合衆国領土双方から入植者たちが移住をし始めた。 アメリカ人入植者の中には、スペイン政府から土地の払い下げ（"Rio Hondo claims" と呼ばれている）を受ける者まで現れた。他の者らは法的根拠なく不法占拠をした。この無法のエリアはまた、追放者、脱走兵、政治難民、金持ちになりたい者、そしてさまざまな犯罪者を惹き付けた。最終的にハイウェイマン（追いはぎ、盗賊）らは、旅行者たちから金品を巻き上げやすくするため、また、米国やスペインの軍隊から逃れるため、結託して前哨基地を設置運営したり、スパイ網を組織するほどにまでになった。1810年とさらに1812年、両政府は無法者征伐のため、この地域に共同の軍事遠征隊を派遣した。

## 決議とその後
ルイジアナ中部と南西部のこの地域には、レッドボーンズ（Redbones）と呼ばれる、その出自が現在も不明の混血の人々が入植した。
1819年に署名され1821年に批准されたアダムズ＝オニス条約は、合衆国の主張を承認し、サビーン川に境界を設定した。スペインはそのエリアへの主張を諦めた（2年後に条約は協議され、ニュースペインはメキシコ帝国としてその独立を勝ち得た）。しかしながら条約の後でも、中立地帯とそれに隣接した東テキサスの一部は、大部分は無法のままだった。東テキサスで1839年から1844年に起こった無法者同士の「レギュレーター対モデレーター戦争」は、中立地帯の初期の無政府状態にその原因があった。

## 参照
1. ↑  "The Neutral Ground" chronology Archived 2007年3月15日, at the Wayback Machine., at Louisiana Places
2. ↑  Ibid.
3. ↑  w:Louisiana (New Spain)
4. ↑  "The Cabildo", at the Louisiana State Museum web site
5. ↑  John V. Haggard, "Neutral Ground", Handbook of Texas Online
6. ↑  "Louisiana Documents: The Territorial Legislature Defines Counties in 1805", at Louisiana Places
7. ↑  "Texas 1806", Texas Archeological Society
8. ↑  "The Worst Feud" by Bob Bowman, at TexasEscapes.com